# Bassetlaw
Bassetlaw is een Engels district in het shire-graafschap (non-metropolitan county OF county) Nottinghamshire en telt 117.000 inwoners. De oppervlakte bedraagt 638 km².
Van de bevolking is 16,2% ouder dan 65 jaar. De werkloosheid bedraagt 3,9% van de beroepsbevolking (cijfers volkstelling 2001).

## Plaatsen in district Bassetlaw
- Manton
- Retford
- Worksop (hoofdplaats)

## Civil parishesin district Bassetlaw
Askham, Babworth, Barnby Moor, Beckingham, Bevercotes, Blyth, Bole, Bothamsall, Carburton, Carlton in Lindrick, Clarborough and Welham, Clayworth, Clumber and Hardwick, Cottam, Cuckney, Darlton, Dunham-on-Trent, East Drayton, East Markham, Eaton, Elkesley, Everton, Fledborough, Gamston, Gringley on the Hill, Grove, Harworth, Haughton, Hayton, Headon cum Upton, Hodsock, Holbeck, Laneham, Lound, Marnham, Mattersey, Misson, Misterton, Nether Langwith, Normanton on Trent, North Leverton with Habblesthorpe, North Wheatley, Norton, Ragnall, Rampton, Ranskill, Rhodesia, Saundby, Scaftworth, Scrooby, Shireoaks, South Leverton, South Wheatley, Stokeham, Sturton le Steeple, Styrrup with Oldcotes, Sutton, Torworth, Treswell, Tuxford, Walkeringham, Wallingwells, Welbeck, West Burton, West Drayton, West Markham, West Stockwith, Wiseton.